# Космос-305
Космос-305 је један од преко 2400 совјетских вјештачких сателита лансираних у оквиру програма Космос.
Космос-305 је лансиран са космодрома Тјуратам, Бајконур, СССР, 22. октобра 1969. Ракета-носач Протон је поставила сателит у орбиту око планете Земље. 